# 六価クロム

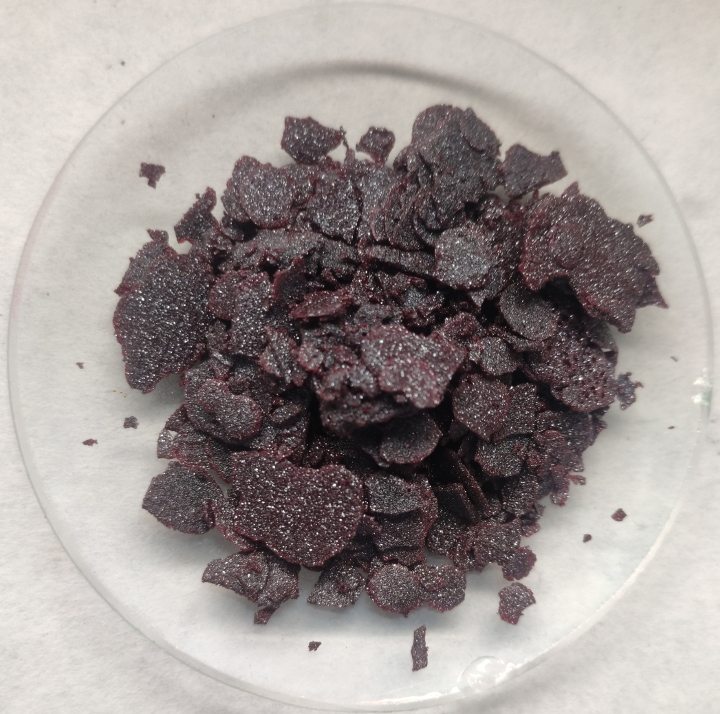
三酸化クロム。代表的な六価クロムである。

六価クロム（ろっかクロム、英: hexavalent chromium）は、クロムの化合物のうち、酸化数が +6 の Cr(VI) を含むものの総称である。

## 概要
クロムの化合物を価数で分類したとき、Cr(III) 化合物と Cr(VI) 化合物がそれぞれ一般に「三価クロム」「六価クロム」と呼ばれる。三価クロムは自然界に広く安定して存在するが、六価クロムは自然界ではクロム鉱石として限定的に存在する。六価クロムは、三価クロムを高熱で焼くことによって人工的に生成される。
三価クロム（ピコリン酸クロム）は、サプリメントに含有されることがあるなど比較的安全であるのに対して、六価クロムは毒性を持つ。代表的な六価クロムの二クロム酸カリウムの致死量は約0.5 - 1グラムである。六価クロムは強い酸化能力を持つ不安定な物質で、有機物と接触するとその有機物を酸化して、自身は三価クロムに変わる性質がある。六価クロムの毒性はこの性質に由来するものである。六価クロムを廃棄する際には、主に還元剤によって三価クロムに変換し無害化される。
家庭用品の多くにクロムメッキが施されているが、クロムメッキの原料として六価クロムが利用される場合がある。
クロムは高沸点重金属の化合物なので、融点・沸点ともに高く、六価クロムそのものが常温で気化することはない。一部の六価クロム化合物には潮解性がある。
代表的な六価クロム化合物に三酸化クロム (CrO3) や二クロム酸カリウム (K2Cr2O7) があり、酸化剤やメッキ等に用いられる。また、六価クロム化合物のうちクロム酸塩（CrO42-イオンを含む化合物）は黄色のものが多く、水に可溶なものとしてはクロム酸カリウム (K2CrO4) 等がある。水に不溶なクロム酸塩は黄色の顔料として使われる。クロム酸塩の黄色顔料でよく使われるものとしては黄鉛（クロム酸鉛、PbCrO4）、ジンククロメート（クロム酸亜鉛、ZnCrO4）、カルシウム黄（クロム酸カルシウム、CaCrO4）、ストロンチウムクロメート（クロム酸ストロンチウム、SrCrO4）、バリウムクロメート（クロム酸バリウム、BaCrO4）がある。

## 毒性
強い酸化作用から、六価クロムが皮膚や粘膜に付着した状態を放置すると、皮膚炎や腫瘍の原因になる。汚染された井戸水を飲むと、嘔吐を引き起こす。特徴的な上気道炎の症状として、クロム酸工場の労働者に鼻中隔穿孔が多発したことが知られている。これは飛散した酸化剤や顔料などの六価クロムの粉末を、長期間に亘って鼻腔から吸収し続けて、鼻中隔に慢性的な潰瘍が継続した結果と考えられる。
DNAの損傷作用を持つため、発癌性を有する。多量に肺に吸入すれば呼吸機能を阻害し、長期的には肺癌に繋がる。消化器系にも影響するとされ、長期間の摂取は肝臓障害・貧血・大腸癌・胃癌などの原因になりうる。
六価クロムを粉末状で取り扱う職場は周囲への飛散を防いだ上に、目・鼻・口に入らないよう厳重に管理し、皮膚や衣服にも付着したままで置かないように厳重管理することが必要である。

## 環境問題

### 日本
日本ではかつて「地盤強化剤」という名目で、クロム鉱滓（スラグ）を埋め立てることが奨励され、沖積低地で軟弱地盤である東京の下町地域（江東区など）に、広域に渡って埋め立てられていた。クロム鉱滓による土壌汚染・地下水汚染は現在でも発生している。有名な例に、1973年（昭和48年）に地下鉄工事における調査で、都営地下鉄新宿線大島車両検修場用地から大量の六価クロムの鉱滓が発見され、土壌汚染問題として全国に知られることとなった一件がある。東京都交通局が買収したその用地は、元は日本化学工業の工場跡地であった。しかし、処理後の現在では同地から六価クロムは検出されなくなった。
現在では、土木工事において「地盤改良材」という名目で、「セメント及びセメント系固化材」は、土あるいはこれに類するものを固化することを目的に、広く用いられているが、条件によっては六価クロムが土壌環境基準を超える濃度で溶出するおそれがあるため、”セメント及びセメント系固化材を地盤改良に使用する場合、現地土壌と使用予定の固化材による六価クロム溶出試験を実施し、土壌環境基準を勘案して必要に応じ適切な措置を講じること。”と規定されている。※ セメント及びセメント系固化材の地盤改良への使用及び改良土の再利用に関する当面の措置について(建設省技調発第48号 平成12年3月24日)
江戸川区では六価クロムによる土壌汚染が判明しており、公園の道路から基準の200倍超の六価クロムが漏出した。
国内事故では、JT（日本たばこ産業）が2005年7月、JT徳島工場跡地でタンク処理の際に事故を起こし、400リットルもの六価クロムを漏洩させた事例がある。
2023年、中国から輸入しているBYD社とアルファバス社のEVバスの部品の一部に日本自動車工業会が自主的に規制している六価クロムが使用されていたことが発覚し、一部バス事業者では運行休止や運行開始延期の措置を講じる動きが相次いだほか、BYD社からOEM供給される形で発売を計画していた日野自動車の小型電気バス「日野・ポンチョZ EV」は発売が凍結された事態となった。
2024年、広島県福山市のメッキ工場に夜間に侵入した猫が六価クロムの槽に落ちてそのまま逃げたため、その猫に触らないように周辺地域に注意喚起がなされるという事象が発生した。その後、そのメッキ工場から約270メートル離れた場所で猫の死骸が発見され、市で死骸を調査したところ六価クロムの陽性判定が出たことからその逃げ出した猫と判明した。

### 国外
アメリカ合衆国では、工場の敷地内に高濃度の六価クロム溶液を10年以上の長期に渡って大量に垂れ流していた企業があり、地域の地下水を汚染し続けた。周辺住民に癌などの健康被害が多発したことから事件として発覚し、会社は多額の賠償金を支払って和解している。これは巨額の公害賠償金支払いの最初のケースになった。大きな関心を集めた同事件は、後にジュリア・ロバーツ主演の『エリン・ブロコビッチ』として映画化されている。
インドのスキンダでは、クロム鉱石の露天掘りが行われており、精錬から排出される六価クロムにより飲料水の6割が汚染されている。汚染により被害を受ける人口は潜在的に260万人にのぼると見られている。